# خبد

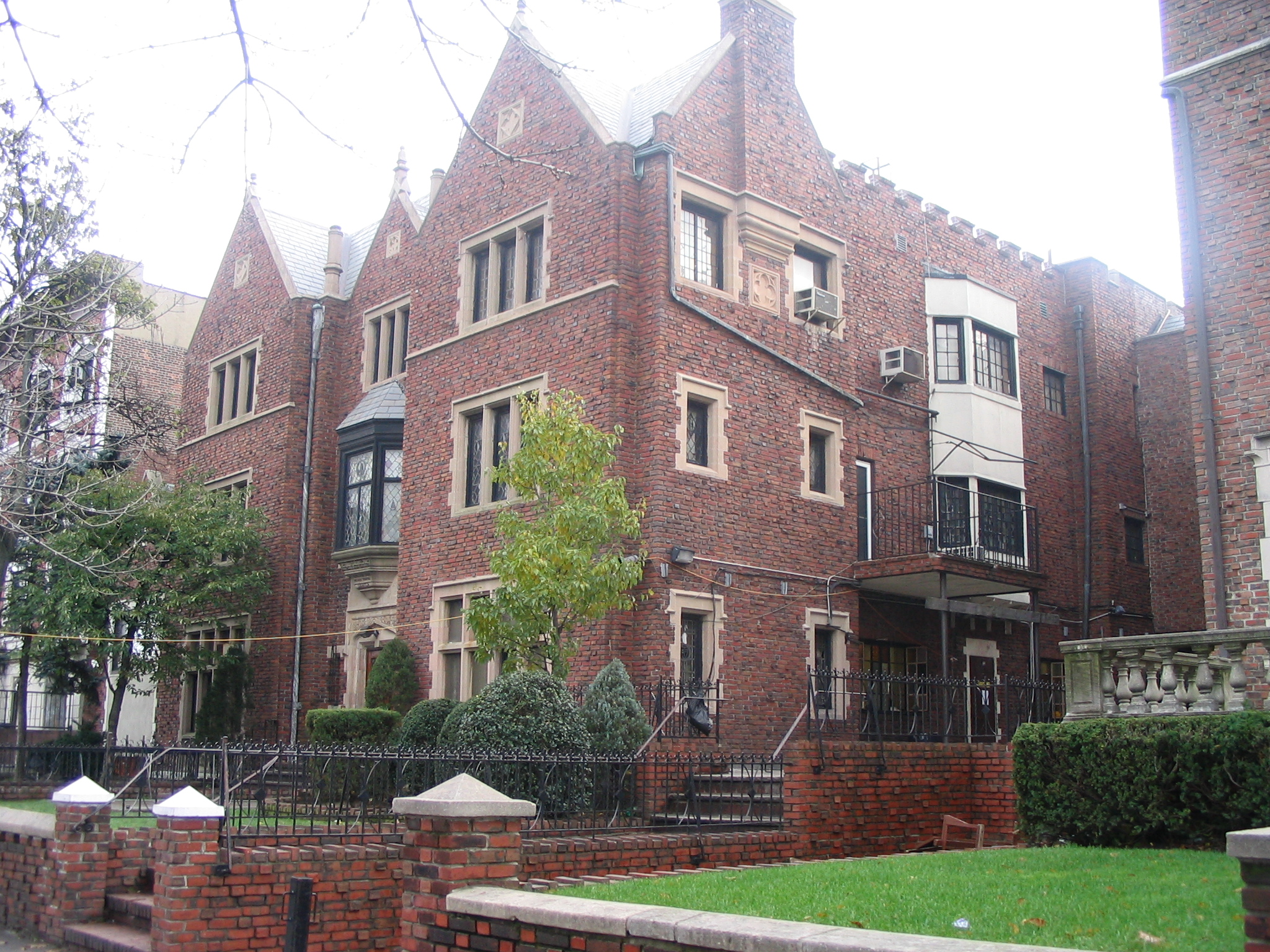
«خانه خباد» به آدرس «۷۷۰، پارک‌وی شرقی»، ستاد مرکزی یهودیان حسیدی است. این ساختمان در بخش کراون هایتس محله بروکلین در شهر نیویورک در ایالات متحده آمریکا قرار دارد.

خباد لوباویچ (به عبری: חסידות חב"ד) یک جنبش مذهبی یهودیان سنت‌گرا است که به صورت خیریه به یاری یهودیان در سراسر جهان می‌پردازد. مرکز جنبش بین‌المللی خبد در بخش کراون هایتس محله بروکلین در شهر نیویورک در ایالات متحده آمریکا قرار دارد.
نام خباد به زبان عبری، سرواژه חכמה (حکمت) בינה (بصیرت) דעת (معرفت) است که سه ارزش مهم زندگی روحانی یهودیان را تشکیل می‌دهد. جنبش مذهبی خباد در سده ۱۸ میلادی، در شهر لوباویچ، در بلاروس به وجود آمد و هم‌اینک دارای بیش از ۳٬۰۰۰ مرکز در سراسر جهان است.
جنبش خباد بیش از ۲۰۰٬۰۰۰ پیرو فعال دارد. بیش از یک میلیون یهودی، حداقل یک بار در سال، در آئین‌های مذهبی و مراسم خباد شرکت می‌کنند. مراسم مذهبی خباد برگرفته از آئین کابالا و تعلیمات اسحاق لوریا است.

## خانه‌های خباد
خانه خباد، مرکز اشاعه یهودیت ارتدکس توسط جنبش خباد است. این مراکز در بسیاری از نقاط جهان برپا شده‌اند و به عنوان یک مرکز یهودی به فعالیت‌های فرهنگی، آموزشی، مذهبی اشتغال دارند و در خدمت نیازهای جامعه یهودیان قرار دارند.
در تاریخ ۲۶ نوامبر ۲۰۰۸ میلادی، در یک رشته عملیات‌ در بمبئی، «خانه خباد بمبئی» معروف به «خانه نریمان» مورد حمله گروهی ازمسلمانان قرار گرفت و شش تن از شهروندان اسرائیلی در آن حملات کشته شدند.

## باورهای مذهبی
- پیروان جنبش خباد، داخل سوکا را تزئین نمی‌کنند، زیرا بر این باور هستند که سایبان، خود مظهر و نماد زیبایی است.[۱۶]